# Acteon parallelus
Acteon parallelus är en snäckart som beskrevs av Dall 1927. Acteon parallelus ingår i släktet Acteon och familjen Acteonidae. Inga underarter finns listade i Catalogue of Life.